# Лацік Євген Мирославович
Євген Мирославович Лацік (нар. 6 січня 1987, с. Чернилівка Підволочиського району Тернопільської області, Україна)  — заслужений артист України (2024), драматичний актор, педагог.

## Життєпис
Закінчив Оріховецьку загальноосвітню школу. 2003 року вступив на театральний відділ Тернопільського музичного училища імені Соломії Крушельницької (курс В'ячеслава Хім'яка). Не закінчивши училище, у 2005 поступив на факультет мистецтв Тернопільського національного педагогічного університету (кафедра майстерності актора до цього ж педагога).
У 2010 почав працювати актором у Тернопільському академічному обласному драматичному театрі імені Т. Г. Шевченка. У 2011 одружився і після одруження з дружиною переїхав до Львова, де працював у Львівському театрі для дітей та юнацтва. Після повернення в Тернопіль знову працює драматичним актором в академічному театрі.
Викладає майстерність актора на кафедрі театрального мистецтва факультету мистецтв Тернопільського національного педагогічного університету імені Володимира Гнатюка.

## Ролі

### У театрі
- Альфред («Кажан» Йоганна Штрауса)
- Наймит Антон («Пошились у дурні» Марка Кропивницького)[2]
- Вакула («Ніч перед Різдвом» Миколи Гоголя)[3]
- Олександр («За крок до тебе» М. Коляди)[4]
- Семен, Клим («Гуцулка Ксеня», «Шаріка» Ярослава Барнича)
- Чарлі («Тітка Чарлі» Брендона Томаса)
- Син Свого («Допоможи їм, Всевишній» Олексія Казанцева)
- Мокій («Мина Мазайло» Миколи Куліша)
- Детектив («Медовий місяць на всі сто (номер 13)» Рея Куні)
- Петро («Наталка Полтавка» Івана Котляревського)
- Василь («Циганка Аза» Михайла Старицького)
- Оверко («Фараони» Олексій Коломійця)
- Ісус Христос («Ісус син Бога живого »)
- Чорт («Пекельна спокуса »)

### У кіно
- Микола, батько Оленки (короткометражний фільм «Доторкнись і побач», 2013)
- Молодий чоловік (короткометражний фільм «Старий і мімоза», 2016).
- Чернець (документальний фільм «Зарваниця. Духовний Марійський центр»)[5]
- Отець Віталій (історична драма «І будуть люди», 2020).
- Ярослав Мудрий (документальний фільм «Ярослав Мудрий – тесть Європи», 2024)[6].

Озвучив фільми «Гошів» та «Зарваниця — духовний марійський центр».